# الإسلام في مصر
الإسلام هو الديانة الرسمية للدولة، ويُعد غالبية سكان مصر مسلمون وذلك بنسبة 94.7% من تعداد السكان لعام 2010. والغالبية الساحقة من المسلمين في مصر تُعد على المذهب السني. وتوجد أقلية بسيطة منهم تتبع المذهب الشيعي وبعض الفرق والجماعات الصوفية.

## موجز تاريخي

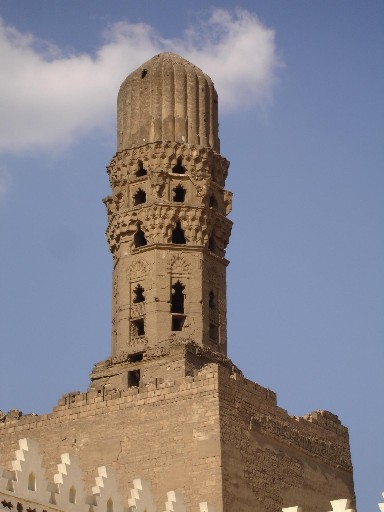
مسجد الحاكم بأمر الله الذي بني عام 379هـ

يرجع تاريخ الإسلام في مصر إلى المرحلة التأسيسية للدولة الإسلامية في سنواتها الأولى، ويعود بالتحديد إلى عصر الخليفة الثاني عمر بن الخطاب، حينما عزم على فتح مصر ونشر رسالة الإسلام بين أهلها، وكان قائد فتح مصر عمرو بن العاص.
ويعتبر فتح مصر من الانتصارات العظيمة التي حققها المسلمون آنذاك. كانت إستراتيجية المسلمين في صدر الدولة الإسلامية تتلخص في معظمها حول نشر الإسلام في أصقاع الأرض، وكانت مصر في تلك الأثناء في يد البيزنطيين، وبعد أن تم فتح الشام[ ؟ ]، رأى الخليفة الثاني عمر بن الخطاب أن خطر البيزنطيين على الدولة الإسلامية الفتية لا يزال قائماً، فسعى إلى تأمين دولة المسلمين من خطرهم. وتم له ما أراد فتمكن من فتح مدن مصر واحدة تلو الأخرى، فدخل العريش عام 19 هـ/639 م، وعلى الفرما وبلبيس ثم على حصن بابليون الذي يعتبر مفتاح مصر ومدخلها السفلي عند شريط الدلتا، وحيث تحصنت به قوات الروم سبعة أشهر إلى أن تمكن المسلمون من فتحه صلحاً عام 21 هـ/641 م.
وخلال هذه المدة التي حاصر المسلمون فيها حصن بابليون تمكنوا من الاستيلاء على الفيوم[ ؟ ]. وتتابعت فتوحاتهم لمدن مصر آنذاك واحدة تلو أخرى حتى وصلوا مناطق مصر السفلى، مما جعل الروم يضطرون إلى الاحتماء والتحصن خلف أسوار الإسكندرية، غير أن المسلمين لحقوا بهم وحاصروهم خلف أسوارها حتى فتحوها صلحاً عام 21 هـ/641 م. ولم يدم هذا الفتح أكثر من ثلاث سنوات حتى قام الروم بثورة مضادة لطرد المسلمين وذلك عام 25 هـ/645 م.
كانت مصر آنذاك قد انتقلت قيادة المسلمين فيها لعبد الله بن أبي السرح، ورأى عثمان بن عفان وكان قد خلف عمر بن الخطاب بعد وفاته في الخلافة، أن يعيد عمرو بن العاص إلى القيادة، فتمكن هذا الأخير من قيادة المسلمين لفتح الإسكندرية مرة أخرى وتم له ذلك في نفس العام. وبذلك صارت مصر من أراض الخلافة الإسلامية، وأصبحت إحدى حواضر المسلمين.

## بدايات الإسلام في مصر
بعد أن دانت مصر بعد فتحها للخلافة الإسلامية وتوطدت سلطة المسلمين فيها، صار من أولويات المسلمين تأسيس دولة جديدة بها ولم تكن الإسكندرية صالحة لتصبح عاصمة لها بسبب موقعها، ولذلك بادر العرب إلى بناء مدينة الفسطاط وأسسوا بها مسجداً جامعاً هو المسجد العمري نسبة إلى عمرو بن العاص، ولم يكن مسجداً فحسب بل كان أشبه بمركز الدولة حيث يجتمع فيه الوالي بكبار رجال دولته، وتعقد به الاجتماعات. وقد شكل الإسلام بتشريعاته المختلفة مختلف الجوانب الإدارية للدولة، وكان الوالي المعين من الخليفة يقوم بالمسئولية المباشرة على الأمن والقضاء والخراج وإمامة المسلمين.
تقسيم تاريخ مصر الإسلامية حدد المؤرخون تاريخ مصر الإسلامية من عام 21 هـ 641 م وحتى 1517 م بنهاية دولة المماليك وتحويل مصر إلى إمارة عثمانية.
ويقسم هذا التاريخ إلى ثلاثة حلقات، لكل حلقة منها طابعها المميز مع وجود صلات قوية تربط بينها جميعاً.
أولا ً: عصر الولاة والطولونيين والإخشيد :
وتبدأ مع فتح عمرو بن العاص لمصر عام 641 م في عصر الخلفاء الراشدين وحتى قيام الدولة الفاطمية 969 م. ويتميز هذا العصر بانتشار الإسلام في مصر انتشاراً هادئا وكذلك تقريب مصر من جهة ثانية وتبعية مصر في صورة أو أخرى للخلافة الإسلامية في المدينة المنورة أو في دمشق أو في بغداد. وأن كان أحمد بن طولون ومحمد بن طغج الاخشيد قد استقالا عن الخليفة العباسي في بغداد إلا أن التبعية ظلت سائدة في خلال هاتين الدولتين الطولونية والاخشيدية

## الجماعات والجمعيات والفرق والمؤسسات التعليمية والدعوية

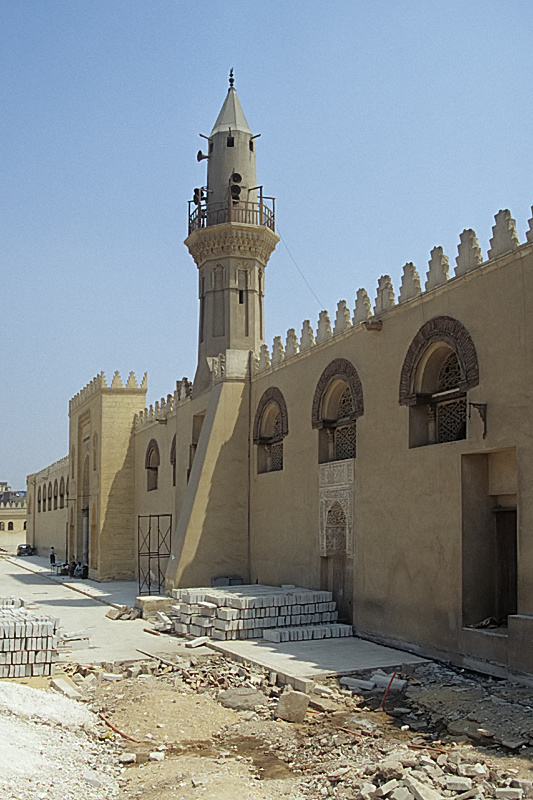
جامع عمرو بن العاص (القاهرة)

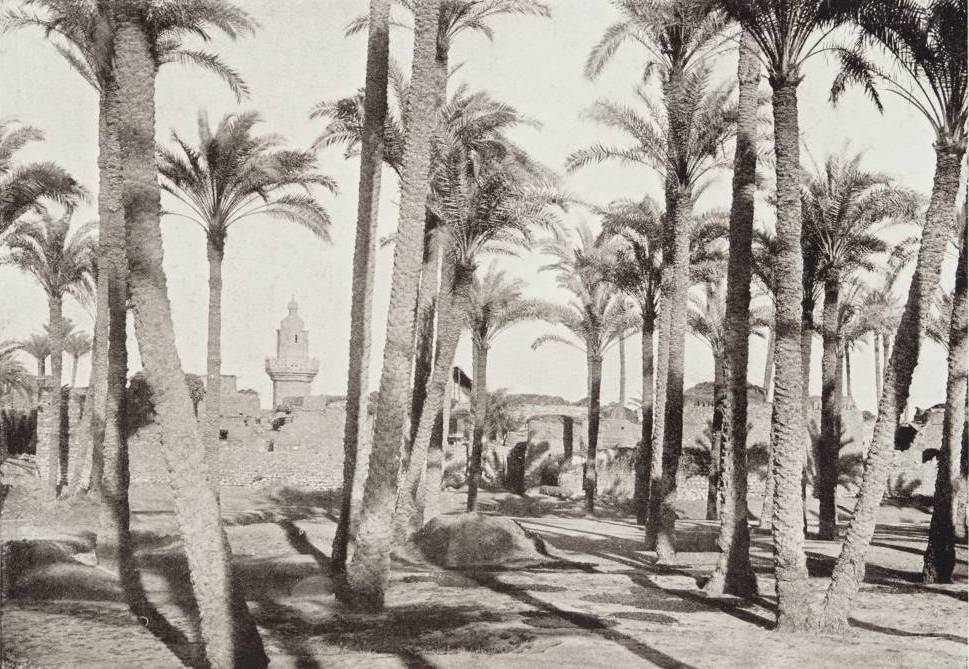
قرية مصرية نمطية سنة 1910م، وتظهر مئذنة القرية.

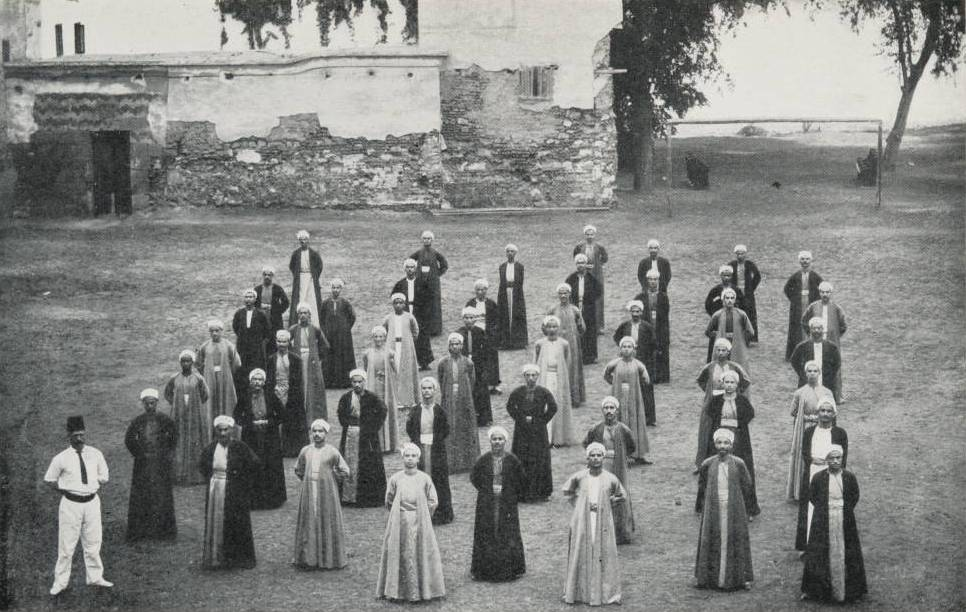
من سنة 1906م

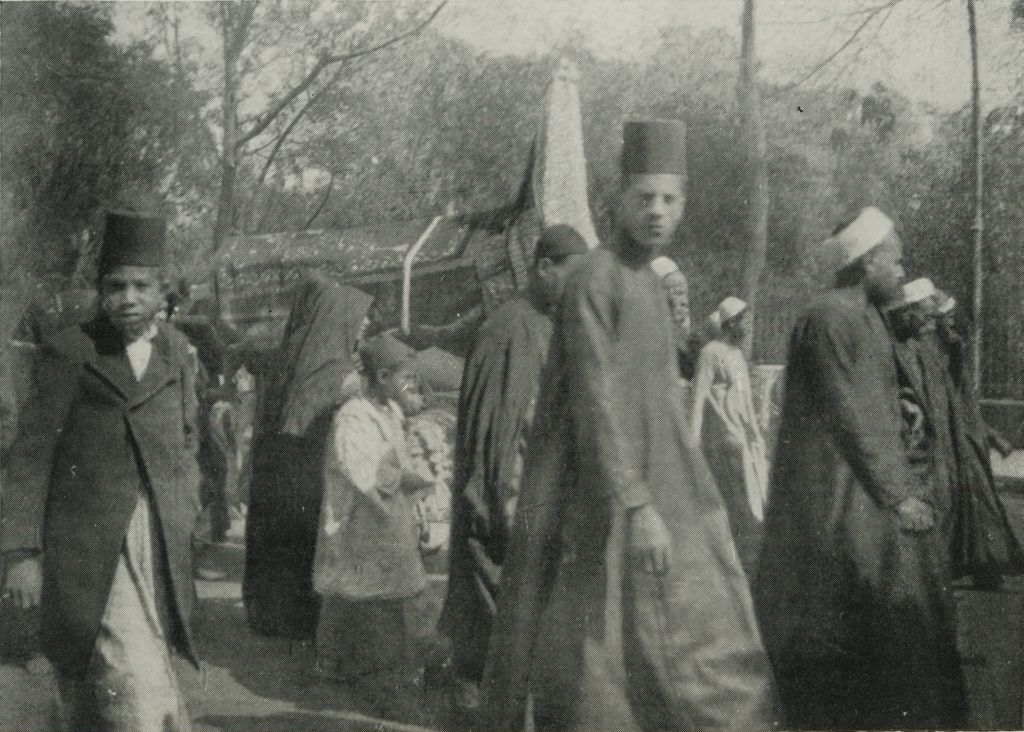
جنازة المسلمين سنة 1911م

يشكل أتباع المذهب السني أغلبية ساحقة بين المسلمين في مصر، إلا أن هذا لم يمنع من ظهور بعض الجماعات والتي تبنت كل منها فكرا مختلفا حول بعض القضايا، منها:
- الصوفية والتي أثر أعلامها في التراث

- أبو العباس المرسي بالإسكندرية
- أحمد البدوي بطنطا
- أحمد الرفاعي بالقاهرة
- أبو الحسن الشاذلي بالصعيد

- كلية دار العلوم.
- الأزهر وتتعدد المعاهد الأزهرية في ربوع البلاد ويستقبل أكبر عدد من الطلبة الوافدين.
- الزوايا[ ؟ ] والكتاب وحلقات تحفيظ القرآن
- الإخوان المسلمون وينتمي أعضاءها فكريا إلى التيار القطبي أو يتبنون أفكار حسن البنا مع وجود اختلافات بداخلها وتنشط في العمل الاجتماعي.
- جماعة الجهاد[ ؟ ] وباقي الجماعات الإسلامية في مصر والتي واجهت الدولة في أحداث التسعينات.
- السلفية في مصر بفرقها مثلا الدعوة السلفية بالإسكندرية وبالقاهرة جامع العزيز بالله وتنشط في العمل الاجتماعي خلال جمعيات كأنصار السنة المحمدية.
- جماعة التبليغ والدعوة في بعض المناطق ومن معاقلها العامرية[ ؟ ] بالإسكندرية.
- القرآنيون وهم قلة من المثقفين ومنهم من ينكر السنة إجمالا فلا يعتبر من المسلمين.
- الجمعية الشرعية وتنتشر تلك الجمعيات على مستوى الجمهورية ولا تخضع للأزهر ولا لوزارة الأوقاف وتنشط في العمل الاجتماعي.
- الشيعة وهم أقلية غير بارزة ولكن توجد لهم آثار في التراث من حقبة الدولة الفاطمية وما قبلها مثلا مشهد السيدة نفيسة والسيدة زينب[ ؟ ] وغيرها

## اقرأ أيضا
- أسلمة مصر
- الفتح الإسلامي لمصر
- رمضان في مصر